# Ruotger de Cologne
Ruotger de Cologne (Xe siècle) est un moine bénédictin du monastère Saint-Pantaléon de Cologne.
Ruotger venait de Lorraine ou de Franconie rhénane. En 968/969, il rédige la vie de l'archevêque Bruno de Cologne, représentant de la réforme du monastère de Gorze (de), au nom de l'archevêque Folcmar (de). Ruotger connaissait Bruno de Cologne, mais ne faisait pas partie de son entourage. Il fait peut-être partie des moines venus de l'abbaye impériale Saint-Maximin de Trèves à Saint-Pantaléon entre 955 et 964 sous l'abbé Christian et y ont introduit la réforme. Une origine précédemment suspectée du monastère de Corvey a été réfutée.
La Vita brunonis archiespiscopi Coloniensis utilise une prose rimée, montre un niveau d'éducation des plus élevés (y compris la connaissance des auteurs anciens) et, au lieu des miracles, se concentre sur les vertus chrétiennes dans le contexte de la réforme ainsi que sur l'application du pouvoir impérial ottonien, y compris par l'évêque.